# Malcolm X Day
Malcolm X Day ou Dia de Malcolm X é um feriado estadunidense em homenagem a Malcolm X, celebrado em 19 de maio (seu aniversário) ou na terceira sexta-feira de maio. A comemoração do líder dos direitos civis foi proposta como feriado oficial no estado americano de Illinois em 2015 e no Missouri em 2019. No momento, apenas a cidade de Berkeley, Califórnia, celebra o feriado com escritórios municipais e escolas fechadas.

## História
O feriado do Dia de Malcolm X é um feriado oficial no município de Berkeley, Califórnia, desde 1978. Desde então, tem havido várias propostas para que o feriado seja oficial em outros lugares. Mais recentemente, em 2014, uma proposta apresentada pelo Conselho de Organizações Islâmicas de Chicago (CIOGC) para fazer o feriado ser celebrado no estado americano de Illinois. A proposta de Illinois difere da resolução de Berkeley, Califórnia, no sentido de que o feriado seria observado em 19 de maio, em vez da terceira sexta-feira de maio. Antes disso, tentativas malsucedidas foram feitas em Atlanta, Geórgia e Washington, D.C., com vários apelos para que fosse celebrado junto com o Dia de Martin Luther King Jr. como um feriado federal. Em 1993, este feriado foi proposto em nível federal ao Congresso como H.J.R. #323 pelo congressista Charles Rangel. Em 2015, o Senado de Illinois aprovou por unanimidade a resolução para a designação de feriado oficial, onde a lei oficialmente designou "19 de maio de 2015, e todo 19 de maio daí em diante" como Malcolm X Day. Embora a resolução tenha aprovado o feriado oficial, a lista oficial de feriados de Illinois ainda não abrange o feriado.

## Origens
Malcolm X (/ˈmælkəm ˈɛks/, nascido Malcolm Little; Omaha, 19 de maio de 1925 — Nova Iorque, 21 de fevereiro de 1965), também conhecido como el-Hajj Malik el-Shabazz  ( em árabe: الحاجّ مالك الشباز), foi um ministro muçulmano estadunidense e ativista dos direitos humanos. Ele foi um corajoso defensor dos direitos dos negros, um homem que acusou a América branca nos termos mais duros por seus crimes contra os afro-americanos; detratores o acusaram de pregar o racismo e a violência. Ele foi considerado um dos maiores e mais influentes afro-americanos da história.[carece de fontes?]